# Чамскраббер
«Чамскра́ббер» (англ. The Chumscrubber) — чёрная комедия начинающего американского режиссёра Арье Позина. Приз зрительских симпатий XXVII Московского кинофестиваля. Чамскраббер — персонаж одноимённой компьютерной игры, популярной среди юных героев картины.

## Сюжет
Подросток Дин (Джейми Белл) знает о родном городе Хиллсайде нечто такое, что посторонним неведомо. Когда лучший друг Дина, главный наркодилер Хиллсайда — Трой (Джошуа Янович) повесился, юноша не обсуждал это с родителями, полагая, что в их идеальном мире никому до этого нет дела. Его поведение во многом объясняется странным отношением к нему его отца (Уильям Фихтнер), который использует сына в качестве лабораторной крысы, описывая жизнь мальчика в своих научно-популярных бестселлерах по психологии.
После смерти Троя одноклассники Дина, Билли (Джастин Чатвин), Кристел (Камилла Белль) и Ли (Лу Тейлор Пуччи) решают похитить младшего брата Дина, Чарли (Рори Калкин), чтобы заставить Дина разыскать тайник Троя с наркотиками. Но по недоразумению злоумышленники похищают не того Чарли (Томас Кёртис) — сына находящихся в разводе полицейского Лу Брэтли (Джон Херд) и художницы-дизайнера Терри (Рита Уилсон). Мать похищенного не замечает исчезновения сына, так как слишком занята приготовлениями к свадьбе с мэром Хиллсайда — Майклом Эббсом (Рэйф Файнс).

## В ролях
| Актёр            | Роль                                                       |
| ---------------- | ---------------------------------------------------------- |
| Джейми Белл      | Дин Стиффл                                                 |
| Гленн Клоуз      | Миссис Джонсон                                             |
| Рэйф Файнс       | Мэр Майкл Эббс                                             |
| Керри-Энн Мосс   | Джерри Фоллс                                               |
| Эллисон Дженни   | Миссис Стиффл                                              |
| Уильям Фихтнер   | Доктор Билл Стиффл                                         |
| Джош Янович      | Трой Джонсон                                               |
| Камилла Белль    | Кристел Фоллс                                              |
| Джастин Чатвин   | Билли                                                      |
| Лоу Тэйлор Пуччи | Ли Паркер                                                  |
| Рори Калкин      | Чарли Стиффл                                               |
| Томас Кёртис     | Чарли Брэтли                                               |
| Рита Уилсон      | Терри Брэтли                                               |
| Джон Херд        | Офицер Брэтли                                              |
| Лорен Холли      | хозяйка магазина                                           |
| Кэролайн Гудолл  | миссис Паркер, мать одного из главных героев, деловая леди |
| Тим Дикей        | мистер Пек                                                 |